# Éditions Tallandier
La Librairie Jules Tallandier es una editorial francesa creada hacia 1900; sucede a Librairie Illustrée y a Librairie Polo.
Es el origen de varios periódicos tales como Mon bonheur y Le Journal de la Femme, así como de completas colecciones de historia tales como Lisez-moi Historia (luego Historia).
En 2010, el catálogo contenía más de 1000 títulos, con unas sesenta novedades por año.

## Colecciones
- Aventures du far-west
- Collection bleue
- Le livre d’aventures
- Grands romans d'aventures
- Le Livre de Poche
- Le Roman Populaire
- Les romans mystérieux
- Le Roman du dimanche
- Panorama de la Guerre
- Les Beaux romans dramatiques
- Le livre national
- Les Chevaliers de l'Aventure
- Grandes Aventures
- Criminels et Policiers
- Les Bleuets
- Le Lynx
- Lisez-moi
- Les Œuvres libres
- Festival du roman
- A la page
- Cinéma-bibliothèque